# Filosporella versimorpha
Filosporella versimorpha är en svampart som beskrevs av Marvanová, P.J. Fisher, Aimer & B.C. Segedin 1992. Filosporella versimorpha ingår i släktet Filosporella, divisionen sporsäcksvampar och riket svampar.   Inga underarter finns listade i Catalogue of Life.